# Meunasah Mesjid (Bandar Baru)
Meunasah Mesjid is een bestuurslaag in het regentschap Pidie Jaya van de provincie Atjeh, Indonesië. Meunasah Mesjid telt 516 inwoners (volkstelling 2010).